# 西表島
24°17′33″N 123°51′43″E / 24.29250°N 123.86194°E
西表島（日语：／ Iriomote-jima，琉球語：／ ）是日本琉球列島八重山群島中面積最大的島嶼，也是日本沖繩縣內僅次於沖繩島的第二大島。西表島的面積有289平方公里，島上人口約有2300人。行政區劃屬於日本沖繩縣八重山郡竹富町。西表島位於台灣東北部外海，距離台灣宜蘭蘇澳港僅約200公里。

## 地理環境
西表島被稱為東洋的亞馬遜，處於亞熱帶環境，年均溫為攝氏23.4度，月均溫最高為七月的攝氏28.4度，最低為一月的攝氏17.6度。每年六月到九月常遭受颱風的侵襲。
島上90%土地為亞熱帶原生森林及紅樹林沼澤所覆蓋，其中80%是受到保護的國有土地，西表石垣國立公園佔全島34.3%。西表島平地較少，古見岳（こみだけ，Komidake）高470公尺為島上最高的山。
西表山貓為島上的特有動物，為夜行性山貓，已瀕臨絕種，目前估計僅存約一百隻。

## 人文
島上部分居民使用八重山方言。
東經123度45分6.789秒的子午線正好通過西表島西部，島上特地在該位置建立「竹富町子午線接觸館」，作為觀光景點。

## 歷史
於二次戰前曾經爆發瘧疾流行，因此造成島上開發較晚，直到美國治理琉球時期消滅了瘧疾，島上才開始有較顯著的開發。
西表島上曾有煤礦開採。2021年紀錄片《綠色牢籠》，導演黄胤毓並著有《綠色牢籠：埋藏於沖繩西表島礦坑的台灣記憶》。

## 外部連結
- （日語）竹富町公所網頁的西表島介紹
- （日語）Yahoo!地圖情報：西表島
- （日語）西表島交通株式會社網站 （页面存档备份，存于）
- （日語）西表島渡假地開發終止訴訟・由原告團設置
- （日語）@Yaima【西表島觀光情報】
- （日語）竹富町子午線接觸館
- （日語）西表野生動物保護中心